# Türkiye Kupası 1986/87
Die Türkiye Kupası 1986/87 war die 25. Auflage des türkischen Fußball-Pokalwettbewerbes. Der Wettbewerb begann am 10. September 1986 mit der Qualifikationsrunde und endete am 20. Mai 1987 mit dem Rückspiel des Finals. Im Endspiel trafen Gençlerbirliği Ankara und Eskişehirspor aufeinander. Gençlerbirliği Ankara nahm zum ersten Mal am Finale teil und Eskişehirspor zum dritten Mal.
Gençlerbirliği gewann den Pokal zum ersten Mal. Sie besiegten Eskisehirspor im Hinspiel mit 5:0. Das Rückspiel endete 2:1 für Eskisehirspor.

## Qualifikationsrunde
Die Qualifikationsrunde wurde am 10. September 1986 ausgetragen.
|                        | Ergebnis |                           |
| ---------------------- | -------- | ------------------------- |
| Alibeyköyspor          | 0:1      | Yedikule SK               |
| Bergamaspor            | 3:2      | Turgutluspor              |
| Beypazarı Belediyespor | 1:0      | Sitespor                  |
| Çeşmespor              | 4:0      | Yeni Bornovaspor          |
| Hayraboluspor          | 2:0      | Taksim SK                 |
| Kayserispor            | 2:1      | Gaziantepspor             |
| Muğlaspor              | 3:2      | Yeşil Çivril Belediyespor |
| Mustafakemalpaşa SK    | 1:2      | Karacabeyspor             |
| Niğdespor              | 1:3      | Aksarayspor               |
| Sakarya Karadenizspor  | 3:0      | Iznikspor                 |

## 1. Hauptrunde
Die 1. Hauptrunde wurde am 24 bis 25. September 1986 ausgetragen.
|                                  | Ergebnis              |                             |
| -------------------------------- | --------------------- | --------------------------- |
| Galatasaray Istanbul (II)        | 0:0 n. V. (4:2 i. E.) | Kartalspor                  |
| Ankara Demirspor                 | 0:1                   | Polatlıspor                 |
| Beylerbeyi SK                    | 0:1                   | Bakırköyspor                |
| Türk Hava Yolları SK             | 1:0                   | Yedikule SK                 |
| İstanbulspor                     | 2:1                   | Tekirdağspor                |
| Karşıyaka SK (II)                | 3:1                   | Çeşmespor                   |
| Adıyamanspor                     | 3:2                   | Kırıkhanspor                |
| Afşinspor                        | 0:1                   | Besni Akınspor              |
| Afyonspor                        | 1:3                   | Tavşanlı Linyitspor         |
| Ağrıspor                         | 2:2 n. V. (5:4 i. E.) | Bayburtspor                 |
| Alanyaspor                       | 0:0 n. V. (2:4 i. E.) | Çine Madranspor             |
| Amasyaspor                       | 1:3                   | Sivasspor                   |
| Artvinspor                       | 1:0                   | Görelespor                  |
| Aydınspor                        | 5:0                   | Antalya Yolspor             |
| Ayvalıkgücü Belediyespor         | 3:1                   | Bigaspor                    |
| Babaeskispor                     | 4:1                   | Zeytinburnuspor             |
| Balıkesirspor                    | 0:2                   | Manisa Vestelspor           |
| Bandırmaspor                     | 2:2 n. V. (3:5 i. E.) | Davutpaşaspor               |
| Beykozspor                       | 2:1 n. V.             | Fatih Karagümrük (Amateure) |
| Beyoğluspor                      | 1:2                   | Çorluspor                   |
| Bilecikspor                      | 0:2                   | Kütahyaspor                 |
| Borspor                          | 2:0                   | Kozanspor                   |
| Burdurspor                       | 0:1                   | Milas Esnafspor             |
| Burhaniyespor                    | 2:1                   | Çanspor                     |
| MKE Çankırıspor                  | 1:4                   | Yimpaş Yozgatspor           |
| Çarşambaspor                     | 1:0                   | Sinopspor                   |
| Çayelispor                       | 2:2 n. V. (3:5 i. E.) | Giresunspor                 |
| Çengelköyspor                    | 2:0 n. V.             | Keşanspor                   |
| Çubukspor                        | 0:1                   | Keçiörengücü                |
| Denizli Emsan Şirinköy           | 2:2 n. V. (3:0 i. E.) | Sarayköyspor                |
| Dinar Belediye Spor              | 1:2                   | Akyazıspor                  |
| Diyarbakır Yolspor               | 2:1                   | Elazığspor                  |
| Düzcespor                        | 3:2                   | Elibol Sandıklıspor         |
| Edirnespor                       | 2:1                   | Uzunköprüspor               |
| Erdemir Ereğlispor               | 0:1                   | Mudurnuspor                 |
| Erzincanspor                     | 2:1                   | Iğdırspor                   |
| Erzurumspor                      | 2:1                   | Akçaabat Sebatspor          |
| Eyüpspor                         | 2:1                   | Bursa Kültürspor            |
| Fethiyespor                      | 3:0                   | Marmarisspor                |
| Gölcükspor                       | 2:2 n. V. (4:2 i. E.) | Üsküdar Anadolu             |
| Gönenspor                        | 1:4                   | Dardanelspor                |
| Gümüşhanespor                    | 3:2                   | Bulancakspor                |
| Hatayspor                        | 1:1 n. V. (3:4 i. E.) | Kayserispor                 |
| Ispartaspor                      | 1:0                   | Torku Konyaspor             |
| İskenderun DÇ                    | 1:2                   | Elbistanspor                |
| Kahramanmaraşspor                | 2:1                   | Nizipspor                   |
| Karabükspor                      | 4:0                   | Kamanspor                   |
| Karacabeyspor                    | 2:1                   | Bayrampaşaspor              |
| Karamanspor                      | 0:3                   | Adanaspor                   |
| Karsspor                         | 2:2 n. V. (4:5 i. E.) | Palandökenspor              |
| Karşıyaka SK                     | 0:3                   | Menemenspor                 |
| Kastamonuspor                    | 3:0                   | Merzifonspor                |
| Kemalpaşaspor                    | 0:3                   | Altınordu                   |
| Kırklarelispor                   | 0:1                   | Lüleburgazspor              |
| Kırşehirspor                     | 2:0                   | Beypazarı Belediyespor      |
| Kilimlispor                      | 1:0                   | Mamakspor                   |
| Kocaeli SEKA Kağıtspor           | 3:1                   | Gaziosmanpaşaspor           |
| Konya Ereğlispor                 | 0:1                   | Ceyhanspor                  |
| Kütahya Termikspor               | 2:4                   | İnegölspor                  |
| Malatya İdman Yurdu              | 2:5                   | Kilisspor                   |
| Malkaraspor                      | 3:1                   | Ümraniyespor                |
| Nazilli Belediyespor             | 0:1                   | Muğlaspor                   |
| Niğdespor                        | 2:3                   | Adana Demirspor             |
| Orduspor                         | 3:0                   | Sivas Demirspor             |
| Ödemişspor                       | 1:0                   | Torbalıspor                 |
| Reyhanlıspor                     | 0:0 n. V. (6:7 i. E.) | İslahiyespor                |
| Sakaryaspor                      | 5:1                   | Eskişehir Demirspor         |
| Sanayi Spor                      | 1:2                   | Nevşehir Spor Gençlik       |
| Etibank Seydişehir Alüminyumspor | 1:0                   | Osmaniyespor                |
| Siirtspor                        | 2:1                   | Batman Petrolspor           |
| Silivrispor                      | 0:1                   | Hayraboluspor               |
| Soma Sotesspor                   | 3:1                   | Bergamaspor                 |
| Sökespor                         | 2:0                   | Buldan Belediyespor         |
| Sönmez Filamentspor              | 0:0 n. V. (5:4 i. E.) | Darıca Gençlerbirliği       |
| Süleymaniye Sirkeci              | 1:0                   | Feriköy SK                  |
| Şanlıurfaspor                    | 2:1                   | Mardinspor                  |
| Şekerspor                        | 2:1                   | Bartınspor                  |
| Tarsus İdman Yurdu               | 2:1                   | Mersin İdman Yurdu          |
| Tatvanspor                       | 2:3                   | Elazığ Ferrokromspor        |
| Tekirdağ Sarayspor               | 1:0                   | Anadolu Hisarı              |
| Tirespor                         | 1:3                   | Kuşadasıspor                |
| Tokatspor                        | 3:2                   | Bafraspor                   |
| Trabzonspor (II)                 | 2:1                   | Artvin Hopaspor             |
| Tuncelispor                      | 2:0                   | Kızıltepespor               |
| Turhalspor                       | 2:0                   | Çorumspor                   |
| Uşakspor                         | 1:0                   | Edremitspor                 |
| Ünyespor                         | 2:2 n. V. (4:3 i. E.) | Fatsaspor                   |
| Van İskelespor                   | 0:4                   | Bitlisspor                  |
| Vefa Istanbul                    | 1:1 n. V. (3:1 i. E.) | Kasımpaşa Istanbul          |
| Viranşehirspor                   | 1:2                   | Muşspor                     |
| Yeni Çamdibi Gençlerbirliği      | 3:1                   | İzmirspor                   |
| Yeni Salihlispor                 | 0:2                   | Alaşehir Belediyespor       |
| Yeşilovaspor                     | 0:0 n. V. (4:5 i. E.) | Bucaspor                    |
| Yüksekova Cilospor               | 1:1 n. V. (2:4 i. E.) | Vanspor                     |
| Petrol Ofisi                     | 5:0                   | Yeni Sincanspor             |
| Yeşildirek                       | 5:2 n. V.             | Yalovaspor                  |
| Bursaspor (II)                   | 1:0                   | Gebzespor                   |
| Erdekspor                        | 2:0                   | Akhisar Belediyespor        |
| Galata SK                        | 6:0                   | Pendikspor                  |
| İçel Demirspor                   | 0:2                   | Kadirli İdman Yurdu         |
| Pazarcık Aksuspor                | 0:1                   | İskenderunspor              |
| Sakarya Karadenizspor            | 4:0                   | Bozüyükspor                 |
| PTT                              | 4:0                   | MKE Kırıkkalespor           |
| Ülküspor                         | 0:1                   | Göztepe Izmir               |

## 2. Hauptrunde
Die 2. Hauptrunde wurde am 15. Oktober 1986 ausgetragen.
|                                  | Ergebnis              |                             |
| -------------------------------- | --------------------- | --------------------------- |
| PTT                              | 2:1                   | Karabükspor                 |
| Altınordu Izmir                  | 2:1                   | Yeni Çamdibi Gençlerbirliği |
| Davutpaşaspor                    | 0:1                   | Kocaeli SEKA Kağıtspor      |
| Türk Hava Yolları SK             | 1:2                   | Babaeskispor                |
| Adanaspor                        | 3:0                   | Tarsus İdman Yurdu          |
| Adıyamanspor                     | 0:1                   | Besni Akınspor              |
| Ağrıspor                         | 1:2                   | Erzincanspor                |
| Alaşehir Belediyespor            | 1:0                   | Ayvalıkgücü Belediyespor    |
| Artvinspor                       | 2:4                   | Giresunspor                 |
| Borspor                          | 1:3                   | Nevşehir Spor Gençlik       |
| Ceyhanspor                       | 1:2                   | Adana Demirspor             |
| Çarşambaspor                     | 1:2                   | Sivasspor                   |
| Denizli Emsan Şirinköy           | 2:0                   | Sökespor                    |
| Diyarbakır Yolspor               | 2:2 n. V. (2:3 i. E.) | Siirtspor                   |
| Elbistanspor                     | 0:1                   | Kahramanmaraşspor           |
| Fethiyespor                      | 1:0                   | Aydınspor                   |
| Ispartaspor                      | 2:0                   | Milas Esnafspor             |
| İskenderunspor                   | 3:2                   | Kilisspor                   |
| İslahiyespor                     | 0:0 n. V. (3:5 i. E.) | Kayserispor                 |
| Orduspor                         | 0:0 n. V. (4:3 i. E.) | Kastamonuspor               |
| Palandökenspor                   | 4:0                   | Gümüşhanespor               |
| Polatlıspor                      | 1:2                   | Kilimlispor                 |
| Etibank Seydişehir Alüminyumspor | 2:1                   | Kadirli İdman Yurdu         |
| Şanlıurfaspor                    | 5:1                   | Elazığ Ferrokromspor        |
| Tavşanlı Linyitspor              | 3:0                   | Kütahyaspor                 |
| Tokatspor                        | 3:0                   | Ünyespor                    |
| Trabzonspor (II)                 | 2:1                   | Erzurumspor                 |
| Tuncelispor                      | 2:1                   | Muşspor                     |
| Vanspor                          | 4:2                   | Bitlisspor                  |
| Yimpaş Yozgatspor                | 1:0                   | Turhalspor                  |
| Akyazıspor                       | 1:0                   | Mudurnuspor                 |
| Bakırköyspor                     | 1:1 n. V., 3:2 i. E.) | Sönmez Filamentspor         |
| Beykozspor                       | 3:0                   | Yeşildirek SK               |
| Burhaniyespor                    | 4:2                   | Uşakspor                    |
| Bursaspor (II)                   | 2:0                   | Gölcükspor                  |
| Çeşmespor                        | 2:0                   | Bucaspor                    |
| Çine Madranspor                  | 0:1                   | Muğlaspor                   |
| Çorluspor                        | 1:1 n. V. (4:5 i. E.) | Galatasaray Istanbul (II)   |
| Çanakkalespor                    | 3:0                   | Soma Sotesspor              |
| Erdekspor                        | 3:0                   | Manisa Vestelspor           |
| Eyüpspor                         | 1:1 n. V. (2:3 i. E.) | Karacabeyspor               |
| Göztepe Izmir                    | 2:1                   | Kuşadasıspor                |
| İnegölspor                       | 2:0                   | Düzcespor                   |
| Karşıyaka SK                     | 2:0                   | Ödemişspor                  |
| Lüleburgazspor                   | 0:0 n. V., 5:4 i. E.) | Edirnespor                  |
| Malkaraspor                      | 0:1                   | Hayraboluspor               |
| Sakaryaspor                      | 3:0                   | Sakarya Karadenizspor       |
| Süleymaniye Sirkeci              | 3:4                   | Galata SK                   |
| Tekirdağ Sarayspor               | 4:2                   | İstanbulspor                |
| Vefa Istanbul                    | 1:3 n. V.             | Çengelköyspor               |
| Petrol Ofisi SK                  | 3:5                   | Şekerspor                   |

## 3. Hauptrunde
Die 3. Hauptrunde wurde am 5. November 1986 ausgetragen.
|                           | Ergebnis               |                                  |
| ------------------------- | ---------------------- | -------------------------------- |
| Artvinspor                | 3:1                    | Trabzonspor (II)                 |
| Erzincanspor              | 2:1                    | Palandökenspor                   |
| Siirtspor                 | 3:0                    | Vanspor                          |
| Şanlıurfaspor             | 3:1                    | Tuncelispor                      |
| Adanaspor                 | 6:1                    | Ceyhanspor                       |
| İskenderunspor            | 2:1                    | Kayserispor                      |
| Kahramanmaraşspor         | 3:0                    | Besni Akınspor                   |
| Kilimlispor               | 3:2                    | Kırşehirspor                     |
| Nevşehir Spor Gençlik     | 2:4                    | Etibank Seydişehir Alüminyumspor |
| Sivasspor                 | 2:0                    | Yimpaş Yozgatspor                |
| Tokatspor                 | 1:2                    | Orduspor                         |
| PTT                       | 2:1                    | Şekerspor                        |
| Akyazıspor                | 0:1                    | Tavşanlı Linyitspor              |
| Bakırköyspor              | 3:0                    | Karacabeyspor                    |
| Beykozspor                | 1:0                    | Babaeskispor                     |
| Burhaniyespor             | 0:2                    | Ayvalıkgücü                      |
| Bursaspor (II)            | 2:1 n. V.              | Kocaeli SEKA Kağıtspor           |
| Çeşmespor                 | 5:1                    | Altınordu Izmir                  |
| Dardanelspor              | 3:1                    | Erdekspor                        |
| Galatasaray Istanbul (II) | 3:3 n. V. (10:9 i. E.) | Galata SK                        |
| İspartaspor               | 3:1                    | Fethiyespor                      |
| Karşıyaka SK              | 0:1                    | Göztepe Izmir                    |
| Lüleburgazspor            | 2:1                    | Çengelköyspor                    |
| Muğlaspor                 | 2:1                    | Denizli Emsan Şirinköy           |
| Sakaryaspor               | 3:0                    | İnegölspor                       |
| Tekirdağ Sarayspor        | 2:0                    | Hayraboluspor                    |

## 4. Hauptrunde
Die 4. Hauptrunde wurde am 3. Dezember 1986 ausgetragen.
|                                  | Ergebnis              |                           |
| -------------------------------- | --------------------- | ------------------------- |
| Erzincanspor                     | 3:1                   | Artvinspor                |
| İskenderunspor                   | 1:0                   | Kahramanmaraşspor         |
| Orduspor                         | 2:0                   | Sivasspor                 |
| Etibank Seydişehir Alüminyumspor | 2:1                   | Adanaspor                 |
| Şanlıurfaspor                    | 2:1                   | Siirtspor                 |
| Tavşanlı Linyitspor              | 0:1                   | Sakaryaspor               |
| Türk Telekomspor                 | 2:1                   | Kilimlispor               |
| Ayvalıkgücü                      | 2:3                   | Dardanelspor              |
| Beykozspor                       | 2:1                   | Galatasaray Istanbul (II) |
| Bursaspor (II)                   | 0:0 n. V. (2:4 i. E.) | Bakırköyspor              |
| Çeşmespor                        | 0:1                   | Göztepe Izmir             |
| Lüleburgazspor                   | 4:2                   | Tekirdağ Sarayspor        |
| Muğlaspor                        | 1:0                   | Ispartaspor               |

## 5. Hauptrunde
- Hinspiele: 28. – 29. Januar 1987; 4. Februar 1987[1]
- Rückspiele: 4. Februar 1987; 11. Februar 1987[2]

|                       | Gesamt          |                                  | Hinspiel | Rückspiel |
| --------------------- | --------------- | -------------------------------- | -------- | --------- |
| Çaykur Rizespor       | 7:3             | Zonguldakspor                    | 5:2      | 2:1       |
| Gençlerbirliği Ankara | 5:2             | Zonguldakspor                    | 5:1      | 0:1       |
| İskenderunspor        | 0:6             | Trabzonspor                      | 0:1      | 0:5       |
| Malatyaspor           | 4:0             | Beykozspor                       | 3:0      | 1:0       |
| Orduspor              | 4:1             | Etibank Seydişehir Alüminyumspor | 4:0      | 0:1       |
| Samsunspor            | 6:5             | MKE Ankaragücü                   | 3:2      | 3:3       |
| Bakırköyspor          | 2:1             | Boluspor                         | 1:0      | 1:1       |
| Beşiktaş Istanbul     | (a)3:3(a)       | Bursaspor                        | 1:3      | 2:0       |
| Dardanelspor          | 3:4             | Diyarbakırspor                   | 1:1      | 2:3       |
| Denizlispor           | 3:1             | Sakaryaspor                      | 3:0      | 0:1       |
| Galatasaray Istanbul  | 6:2             | Antalyaspor                      | 6:2      | 0:0       |
| Kocaelispor           | 5:4             | Altay Izmir                      | 4:1      | 1:3       |
| Lüleburgazspor        | 4:1             | Şanlıurfaspor                    | 2:1      | 0:0       |
| PTT                   | 2:4             | Eskişehirspor                    | 0:1      | 2:3       |
| Fenerbahçe Istanbul   | 3:1             | Muğlaspor                        | 3:1      | 0:0       |
| Sarıyer SK            | 1:1 (3:2 i. E.) | Göztepe Izmir                    | 1:0      | 0:1       |

## Achtelfinale
- Hinspiele: 18. Februar 1987
- Rückspiele: 25. Februar 1987

|                       | Gesamt |                      | Hinspiel | Rückspiel |
| --------------------- | ------ | -------------------- | -------- | --------- |
| Çaykur Rizespor       | 2:1    | Diyarbakırspor       | 1:1      | 1:0       |
| Denizlispor           | 3:5    | Fenerbahçe Istanbul  | 1:2      | 2:3       |
| Eskişehirspor         | 5:0    | Orduspor             | 1:0      | 4:0       |
| Gençlerbirliği Ankara | 3:2    | Bursaspor            | 3:1      | 0:1       |
| Kocaelispor           | 0:3    | Samsunspor           | 0:1      | 0:2       |
| Lüleburgazspor        | 1:2    | Malatyaspor          | 1:0      | 0:2       |
| Sarıyer GK            | 4:6    | Galatasaray Istanbul | 2:2      | 2:4       |
| Trabzonspor           | 3:2    | Bakırköyspor         | 3:0      | 0:2       |

## Viertelfinale
- Hinspiele: 11. März 1987[3], 18. März 1987
- Rückspiele: 1. April 1987

|                       | Gesamt |                      | Hinspiel | Rückspiel |
| --------------------- | ------ | -------------------- | -------- | --------- |
| Çaykur Rizespor       | 1:4    | Malatyaspor          | 1:1      | 0:3       |
| Samsunspor            | 1:0    | Fenerbahçe Istanbul  | 1:0      | 0:0       |
| Eskişehirspor         | 3:0    | Galatasaray Istanbul | 3:0      | 0:0       |
| Gençlerbirliği Ankara | 1:0    | Trabzonspor          | 1:0      | 0:0       |

## Halbfinale
- Hinspiele: 8. April 1987
- Rückspiele: 22. April 1987

|                       | Gesamt |             | Hinspiel | Rückspiel |
| --------------------- | ------ | ----------- | -------- | --------- |
| Eskişehirspor         | 3:2    | Samsunspor  | 3:2      | 0:0       |
| Gençlerbirliği Ankara | 4:1    | Malatyaspor | 3:0      | 1:1       |

## Finale

### Hinspiel
| Paarung               | Gençlerbirliği Ankara – Eskişehirspor |
| Ergebnis              | 5:0 (3:0) |
| Datum                 | 13. Mai 1987 um 15:00 Uhr |
| Stadion               | 19 Mayıs Stadyumu, Ankara |
| Schiedsrichter        | Özcan Oal |
| Tore                  | 1:0 Avni Okumuş (25.) 2:0 Özcan Duman (37.) 3:0 Halil İbrahim Eren (39.) 4:0 Harun Erol (46.) 5:0 Harun Erol (53.) |
| Gençlerbirliği Ankara | Okan Gedikali – Şirahman Berber, Hasan Hacıhasanoğlu, Eyüp Taş (72. Serdar Eroy), Gökhan Gedikali – Özcan Duman, Avni Okumuş, Zlatko Krmpotić (56. Mehmet Şengüler) – Halil İbrahim Eren, Harun Erol, Osman Özdemir Cheftrainer: Metin Türel |
| Eskişehirspor         | Rade Zalad – Burhanettin Beadini, Hüseyin Nejat, Fevzi Rama – Erdoğan Koç, Vedat Uysal, Fatih Parmaksız, İbrahim Nalbant – Ahmet Kılıç, Nedim Demirbilek (72. Erdal İşkar), Naser Beadini (40. Necat Barut) Cheftrainer: Abdullah Matay      |
| Gelbe Karten          | Şirahman Berber, Osman Özdemir – Fevzi Rama, Necat Barut |

### Rückspiel
| Paarung               | Eskişehirspor – Gençlerbirliği Ankara |
| Ergebnis              | 2:1 (1:1) |
| Datum                 | 20. Mai 1987 um 15:00 Uhr |
| Stadion               | Atatürk-Stadion, Eskişehir |
| Schiedsrichter        | Aykan Köseoğlu |
| Tore                  | 1:0 Fuat Yaman (36.) 1:1 Özcan Duman (42.) 2:1 Erdoğan Koç (85.) |
| Eskişehirspor         | Rade Zalad – Necat Barut, Hüseyin Nejat (59. Orhan Türkmengil), Gani Gümüşcan – Erdoğan Koç, Vedat Uysal, Fuat Yaman, Yusuf Yazıcı (46. Hakan Özel) – Ahmet Kılıç, Nedim Demirbilek, Naser Beadini Cheftrainer: Abdullah Matay            |
| Gençlerbirliği Ankara | Okan Gedikali – Şirahman Berber, Hasan Hacıhasanoğlu, Mehmet Şengüler, Gökhan Gedikali – Özcan Duman (87. Serdar Eroy), Avni Okumuş, Zlatko Krmpotić – Halil İbrahim Eren, Harun Erol, Osman Özdemir (87. Sadık) Cheftrainer: Metin Türel |
| Gelbe Karten          | Naser Beadini – keine |

## Beste Torschützen
| Rang | Spieler          | Verein                | Tore |
| ---- | ---------------- | --------------------- | ---- |
| 1    | Tanju Çolak      | Samsunspor            | 6    |
| 1    | Feyzullah Küçuk  | Malatyaspor           | 6    |
| 3    | Osman Özdemir    | Gençlerbirliği Ankara | 5    |
| 4    | Harun Erol       | Gençlerbirliği Ankara | 4    |
| 4    | Mersad Kovačević | Galatasaray Istanbul  | 4    |
| 4    | Avni Okumuş      | Gençlerbirliği Ankara | 4    |
| 4    | Hasan Vezir      | Trabzonspor           | 4    |
| 8    | Yaşar Altıntaş   | Ankaragücü            | 3    |
| 8    | Naser Beadini    | Eskişehirspor         | 3    |
| 8    | Özcan Duman      | Gençlerbirliği Ankara | 3    |